# 1775 în literatură
Anul 1775 în literatură a implicat o serie de evenimente și cărți noi semnificative.  

## Cărți noi
- Hester Chapone - Miscellanies
- Geoffrey Chaucer - The Canterbury Tales of Chaucer (ed. Thomas Tyrwhitt)
- William Combe - Letters from Eliza to Yorick
- Charles Johnstone - The Pilgrim
- Samuel Jackson Pratt, ca "Courtney Melmoth" - Liberal Opinions, upon Animals, Man, and Providence
- Moral Tales (anonim)
- Nicolas-Edme Rétif - Le Paysan perverti
- Richard Savage - The Works of Richard Savage (ed. Samuel Johnson)